# Servicio de Correos y Telégrafos
El Servicio de Correos y Telégrafos de Chile fue el servicio público y estatal encargado del servicio de correspondencia y telegrafía entre 1854 y 1981. También tuvo a su cargo el servicio telefónico entre 1920 y 1925.

## Historia

### Antecedentes
El correo en Chile nace al alero de la Corona española, debido a las necesidades de comunicación existentes en el territorio, por orden del gobernador Domingo Ortiz de Rozas, quien designa a Ignacio de los Olivos para la tarea de supervisar todo el proceso de construcción de la infraestructura del correo chileno, siendo considerado el fundador de este rubro en Chile en 1747, operando como Teniente Mayor del Correo de Chile entre 1748 y 1751 y estableciendo rutas entre Santiago y Buenos Aires, así como también con Mendoza y San Luis; se estima que la primera carta enviada entre Buenos Aires y Chile fue despachada el 1 de octubre de 1748.
Luego de la independencia de Chile, se intentó reformar el sistema de correos que había permanecido sin mayores variaciones durante casi un siglo. Durante la presidencia de Manuel Montt se organiza el servicio postal al promulgarse la ley del 20 de octubre de 1852 que establecía el pago de los envíos mediante sellos y el 1 de julio de 1853 se emite la primera estampilla de Chile: el Colón de 5 centavos. Ese mismo año se estableció la instalación de los primeros buzones postales en el país.
Mediante ley del 16 de agosto de 1854 se creó la Dirección General de Correos, que centralizó y organizó las operaciones postales del país. El 22 de febrero de 1858 fue emitida la primera Ordenanza General de Correos, que regulaba la actividad postal dentro de Chile. En 1859 inicia los servicios telegráficos al interior del país. Hasta 1866 contratistas particulares estaban a cargo de las líneas y oficinas telegráficas que pertenecían al Estado, pero en ese año el Estado empezó a administrarlas directamente, como una parte semiindependiente de los correos.  
Mediante el decreto del 31 de enero de 1872 la Dirección General de Telégrafos fue establecida como una ente independiente de los correos, con su propio director general que dependía directamente del ministro del Interior. Los dos medios de comunicación permanecieron separados hasta principios del siglo XX.
En 1871 se distribuyen por primera vez en Chile las tarjetas de Navidad y Año Nuevo. Chile ingresó a la Unión Postal Universal el 1 de marzo de 1881 y a la Unión Postal de las Américas, España y Portugal en 1911.

### Actividad y marco legal
A través de la ley 3619, publicada el 31 de marzo de 1920, la Dirección General de Correos fue convertida en el Servicio de Correos, Telégrafos y Teléfonos, mientras que mediante los decretos leyes 245 y 246 del 10 de febrero de 1925 esta institución fue reemplazada por el Servicio de Correos y Telégrafos, que se encargaría de administrar todo el sistema postal y de comunicaciones telegráficas estatales. El decreto ley 749 del 9 de enero de 1926 determinó la Ley Orgánica que organizaba el Servicio de Correos y Telégrafos. Posteriormente su estructura y funciones serían modificadas por la ley 4402 del 8 de octubre de 1928 (que fija la organización de los Servicios de Correos y Telégrafos), la ley 7392 del 31 de diciembre de 1942 (Ley Orgánica de los Servicios de Correos y Telégrafos del Estado) y el decreto con fuerza de ley 171 del 29 de marzo de 1960 (que fijó el texto definitivo de la Ley Orgánica).
Durante el gobierno de Carlos Ibáñez del Campo fue adquirido un edificio en la intersección de las calles Moneda y Morandé que permitiría descongestionar los servicios postales que se prestaban en el Correo Central, ubicado en la Plaza de Armas de Santiago de Chile. Bajo el mandato de Eduardo Frei Montalva se dio un fuerte impulso al uso del télex, cuyo monopolio se encontraba en manos del Estado, y que en 1970 poseía 14 centrales en el país, las que servían a 20 ciudades, operando también cabinas públicas en algunas sucursales.
Mediante decreto del 27 de julio de 1971 se creó el Departamento Filatélico Comercial, destinado principalmente a vender los sellos postales emitidos en el país y organizar su emisión. En octubre de 1975 se dio inicio al servicio de «aerogramas».
Correos y Telégrafos fue disuelto por el DFL N.º 10 del 24 de diciembre de 1981 y dividió sus servicios en Correos de Chile (servicio postal, empresa pública) y Telex-Chile (servicio de télex, sociedad anónima).

## Directores

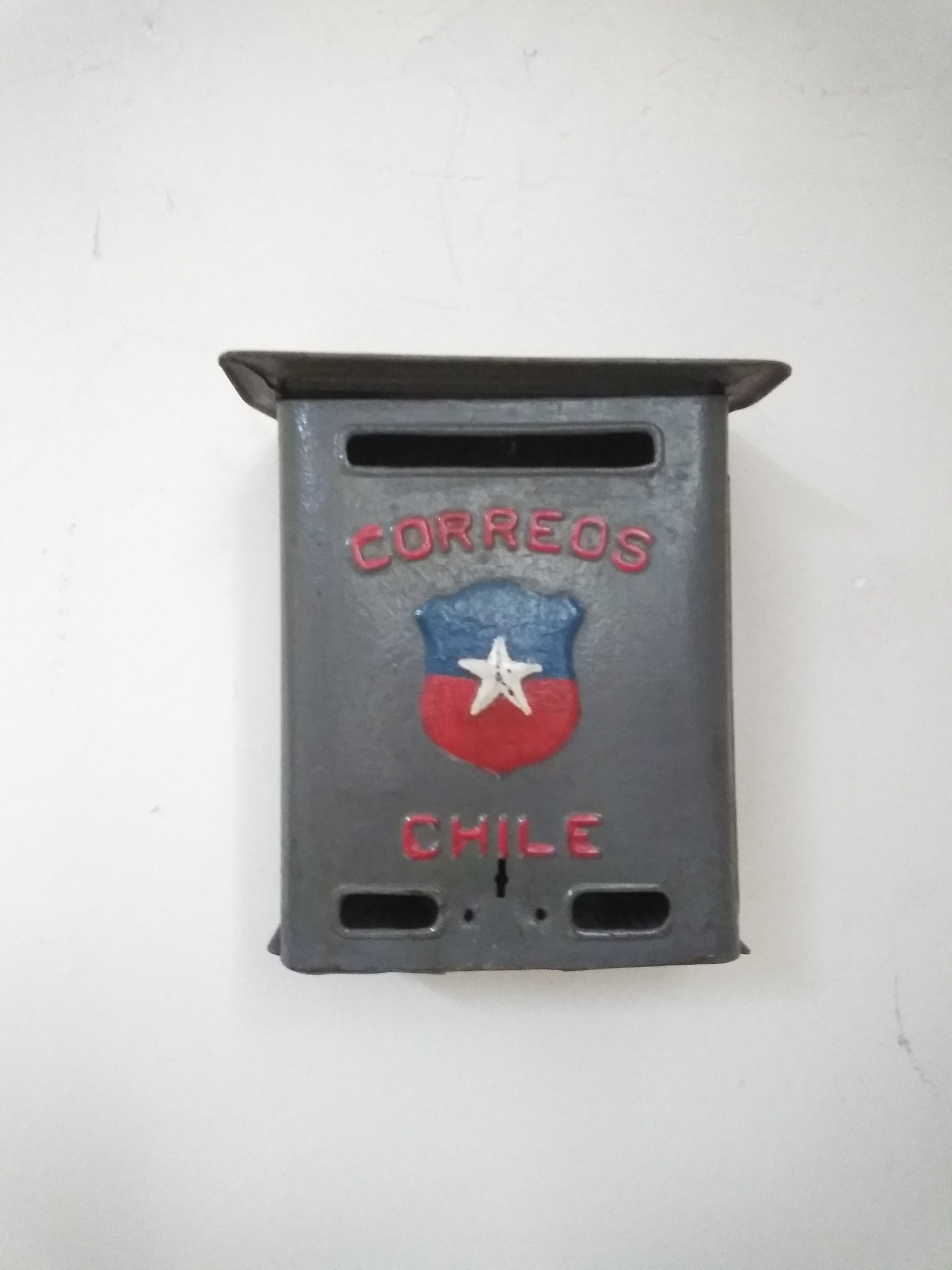
Antiguo buzón de Correos de Chile.

| Nombre                                                  | Inicio                                                  | Final                                                   |
| Servicio de Correos, Telégrafos y Teléfonos (1920-1925) | Servicio de Correos, Telégrafos y Teléfonos (1920-1925) | Servicio de Correos, Telégrafos y Teléfonos (1920-1925) |
| ------------------------------------------------------- | ------------------------------------------------------- | ------------------------------------------------------- |
| José Carlos Pedro Lira Carrera                          | 5 de mayo de 1920                                       | 19 de agosto de 1921                                    |
| Enrique Vergara Robles                                  | 26 de agosto de 1921                                    | 14 de septiembre de 1924                                |
| Enrique Ovalle Castillo (suplente)                      | 14 de noviembre de 1924                                 | 3 de febrero de 1925                                    |
| Víctor Vidaurre Leal                                    | 3 de febrero de 1925                                    | 24 de julio de 1925                                     |
| Enrique Vergara Robles                                  | 25 de julio de 1925                                     | 3 de diciembre de 1925                                  |
| Julio Olivares                                          | 3 de diciembre de 1925                                  | 19 de marzo de 1926                                     |
| Servicio de Correos y Telégrafos (1925-1981)            |                                                         |                                                         |
| Joaquín Aguirre Luco                                    | 23 de marzo de 1926                                     | 5 de octubre de 1927                                    |
| Enrique Brieva Dennen                                   | 5 de octubre de 1927                                    | 7 de agosto de 1928                                     |
| Enrique Ovalle Castillo                                 | 7 de agosto de 1928                                     | 31 de julio de 1931                                     |
| Marcial Mora Miranda                                    | 31 de julio de 1931                                     | 15 de junio de 1932                                     |
| Exequiel González Madariaga                             | 15 de junio de 1932                                     | 16 de julio de 1932                                     |
| Agustín Vigorena Rivera                                 | 16 de julio de 1932                                     | 3 de febrero de 1933                                    |
| Silverio Brañas                                         | 3 de febrero de 1933                                    | 16 de marzo de 1937                                     |
| Alberto Phillips Huneeus                                | 16 de marzo de 1937                                     | 24 de enero de 1939                                     |
| Federico Japke                                          | 24 de enero de 1939                                     | 2 de marzo de 1939                                      |
| Raúl Juliet Gómez                                       | 2 de marzo de 1939                                      | 3 de mayo de 1943                                       |
| Héctor Arancibia Laso                                   | 3 de mayo de 1943                                       | 16 de julio de 1945                                     |
| Luis Felipe Laso Pérez Cotapos                          | 16 de julio de 1945                                     | 1 de julio de 1948                                      |
| Pastor Román Larraín                                    | 1 de julio de 1948                                      | 30 de julio de 1948                                     |
| Luis Campos Vásquez                                     | 30 de julio de 1948                                     | 1 de marzo de 1953                                      |
| Miguel Ángel Parra Muñoz                                | 1 de marzo de 1953                                      | 1 de septiembre de 1953                                 |
| Carlos Casanova Desmothe                                | 11 de mayo de 1953                                      | 26 de noviembre de 1958                                 |
| Jorge Tuñón Moreno                                      | 26 de noviembre de 1958                                 | 12 de febrero de 1959                                   |
| Bernardino Ayala Román                                  | 12 de febrero de 1959                                   | 1 de diciembre de 1964                                  |
| Mario Agustín Parada Cobo                               | 1 de diciembre de 1964                                  | 1 de agosto de 1972                                     |
| Hernán Zuleta Zepeda                                    | 1 de agosto de 1972                                     | 11 de septiembre de 1973                                |
| Galvarino Mandujano López                               | 13 de septiembre de 1973                                | 21 de junio de 1979                                     |
| Luis Daniel Concha Martínez                             | 21 de junio de 1979                                     | 23 de diciembre de 1980                                 |
| Patricio Délano Barrios                                 | 23 de diciembre de 1980                                 | 24 de diciembre de 1981                                 |